# Robert C. Springer
Robert C. Springer, född 21 maj 1942, är en amerikansk astronaut uttagen i astronautgrupp 9 den 19 maj 1980.

## Rymdfärder
- STS-29
- STS-38